# Honda VFR 800

## VFR 800 FI (RC 46, 1998–2001)
Die VFR 800 FI ist ein Motorrad der Kategorie Sporttourer des japanischen Herstellers Honda. Der Werkscode lautet RC 46 (R = Hubraumklassifikation: von 601 cm³ bis 800 cm³ / C = Modellverwendung: sportliches On-Road fahren / 46 = fortlaufende Nummer), das Suffix FI steht für Fuel injection. Sie kam als Nachfolgemodell der Honda VFR 750 F auf den Markt.
Der Motor der VFR 800 war ein Ableger dessen der Honda VFR 750 F (RC36). Durch einen um 2 mm verlängerten Hub stieg der Hubraum von 749,2 cm³ auf 781,7 cm³, die Verdichtung von 11:1 auf 11,8:1, und man erzielte eine Leistungssteigerung von 98 auf 106 PS. Die 180-Grad-Kurbelwelle sowie der Nockenwellen-Antrieb über Stirnräder wurde von der VFR 750 F übernommen, im Unterschied zur RC 45 mit 360-Grad-Kurbelwelle. Die Zylinder-Laufbuchsen bestanden aus einer reibungsmindernden Aluminium-Composite-Legierung. 
Die Gemischaufbereitung erfolgte über eine computergesteuerte Kraftstoffeinspritzung PGM-FI. Neu war der Katalysator, anfangs ungeregelt. Ebenfalls neu war die seitliche Anordnung der beiden Kühler, das Honda-CBS-Integralbremssystem und die Lagerung der Hinterradschwinge im Motorgehäuse.

### Modellpflege
Ab Modelljahr 2000 gab es eine neue Zündeinheit und größere Krümmer, der Abgaskatalysator erhielt eine Regelung mit Lambdasonde (Honda-Evolutional-Catalyzing-System HECS3).

## Galerie

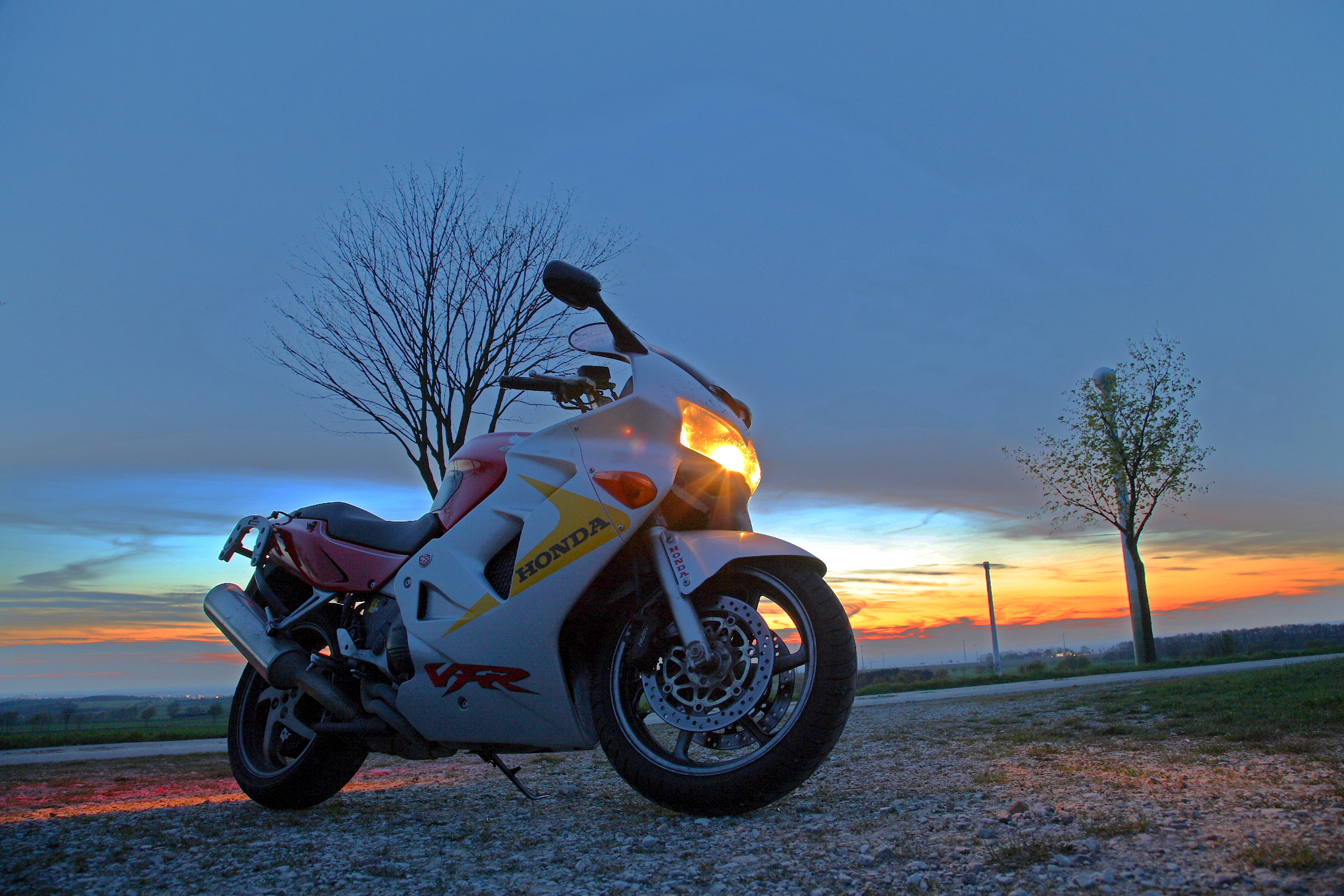
Honda VFR 800 FI RC 46 von 1999 – 50th Anniversary Limited Edition / Frontansicht
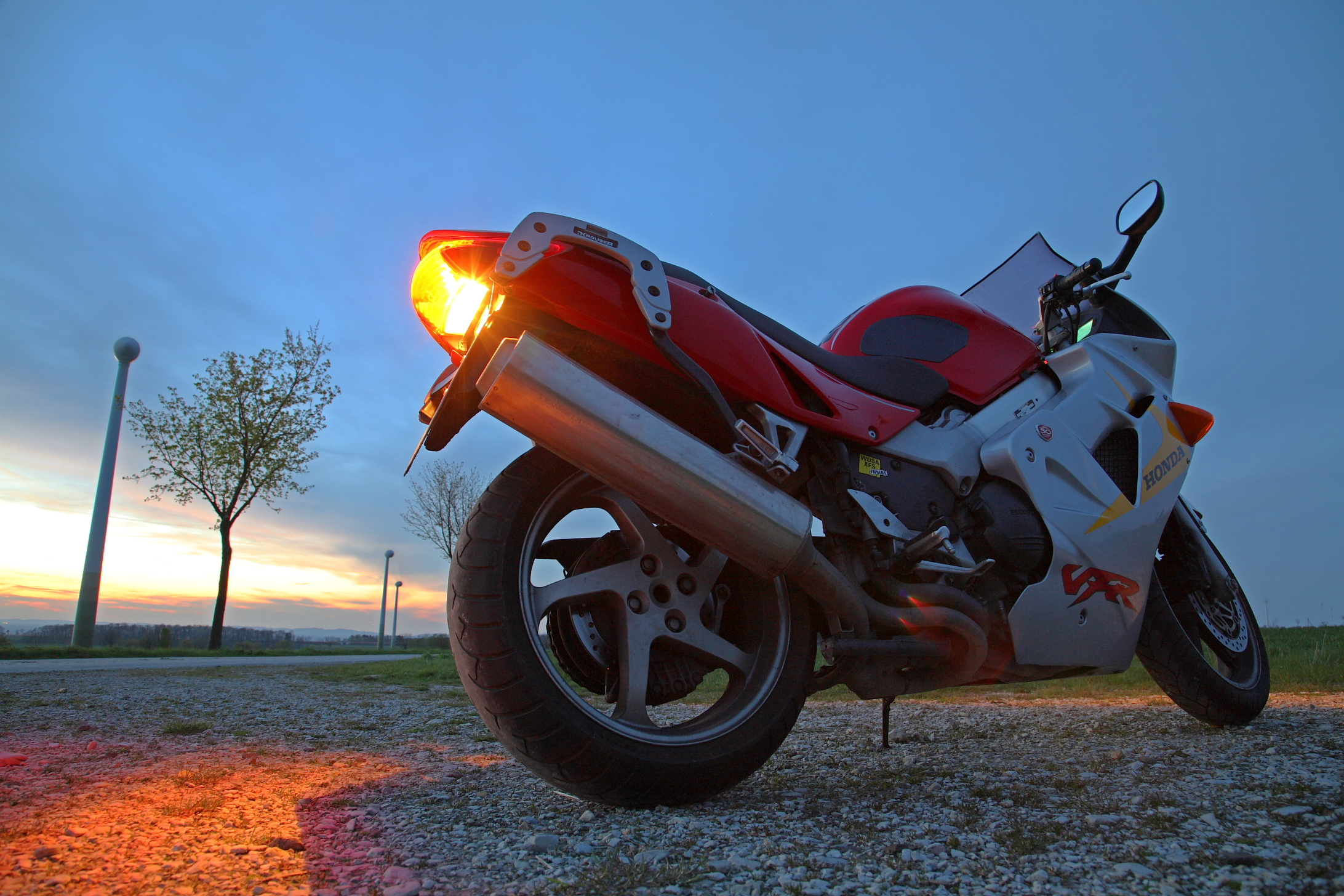
Honda VFR 800 FI RC 46 von 1999 – 50th Anniversary Limited Edition / Heckansicht
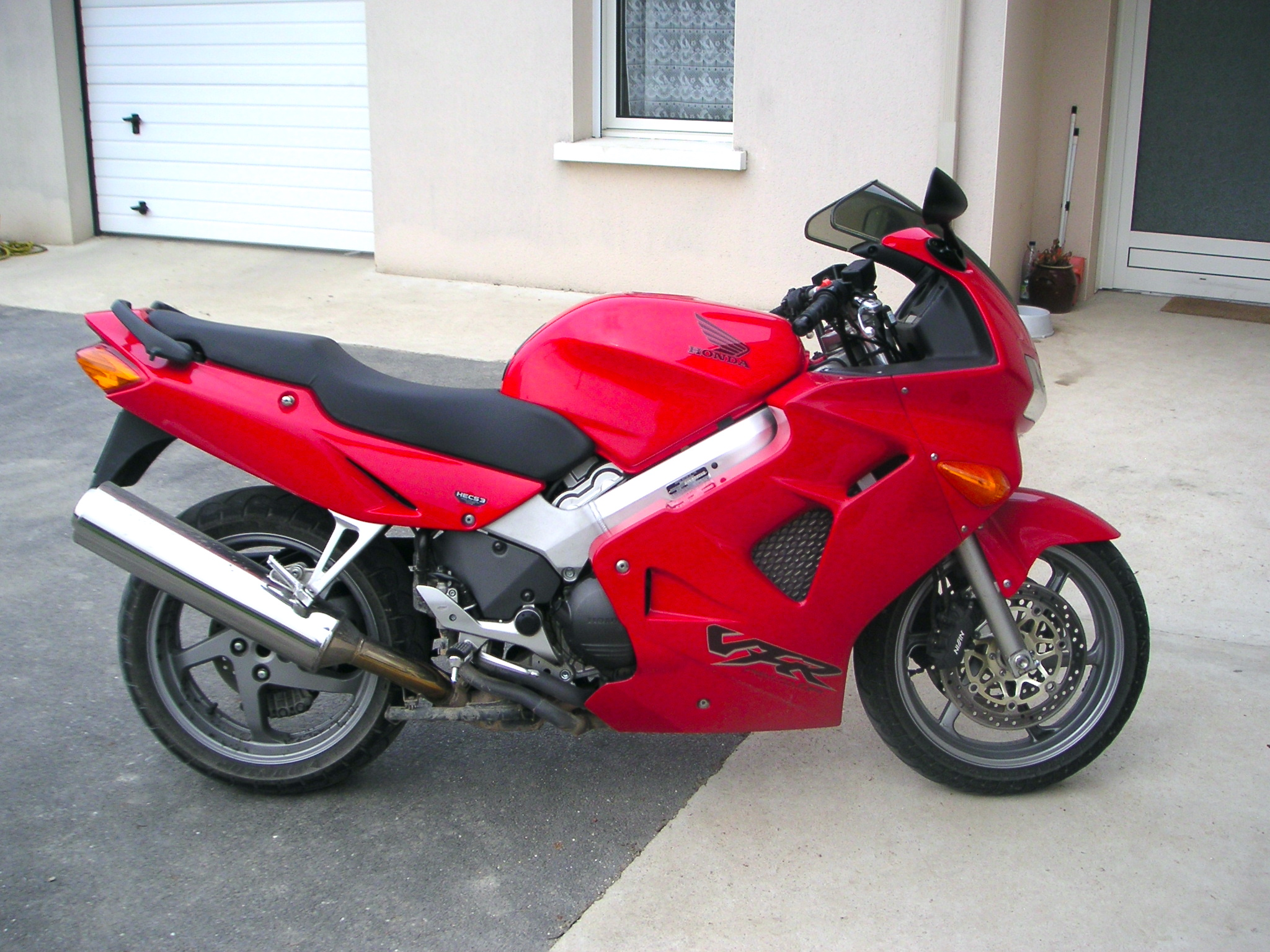
Honda VFR 800 FI in Rot

## VFR 800 V4 VTEC (RC 46/II, 2002–2010)
Im Jahr 2002 erschien die VFR 800 V4 VTEC mit Werkscode RC 46/II, in den USA als Interceptor vermarktet. Die Maschine war mit VTEC, einer hydraulischen Steuerungstechnik der Ventile ausgestattet, die elektronisch-hydraulisch gesteuert ab 6.000/min von Zwei- auf Vierventilbetrieb umschaltet. Die vier obenliegenden Nockenwellen bekamen nun Kettenantrieb statt des bisherigen Zahnradantriebs, der zu „sirrendem“ Geräusch im Betrieb geführt hatte. 
Bei der Bremse führte der Hersteller ein Antiblockiersystem ein, kombiniert mit der Honda-eigenen Integralbremse CBS. Die Verkleidung wurde komplett neu gestaltet, die zwei Auspuff-Rohre unter den Sitz verlegt (Underseat) und die Ergonomie wurde ebenfalls überarbeitet.

### Modellpflege
2006 erschien eine Modellpflege für die VFR 800 V4 VTEC. Diese machte sich optisch bemerkbar durch Klarglasblinker vorn wie hinten, sowie eine gebürstete Aluminiumabdeckung, zum Schutz des Doppelauspuffs.
Im technischen Bereich wurden die Einspritzanlage und Katalysatoren verändert, so dass die neue VTEC die Schadstoffnorm 3 erreichte. Eine weitere Änderung fand beim Schaltpunkt der variablen Ventilsteuerung statt, so dass der Übergang vom Zwei- in den Vierventilbetrieb sanfter ausfiel.

Mit der Honda VFR 800 F erschien erst 8 Jahre später ein Nachfolgemodell, wobei man die Motortechnik übernahm.

## Galerie

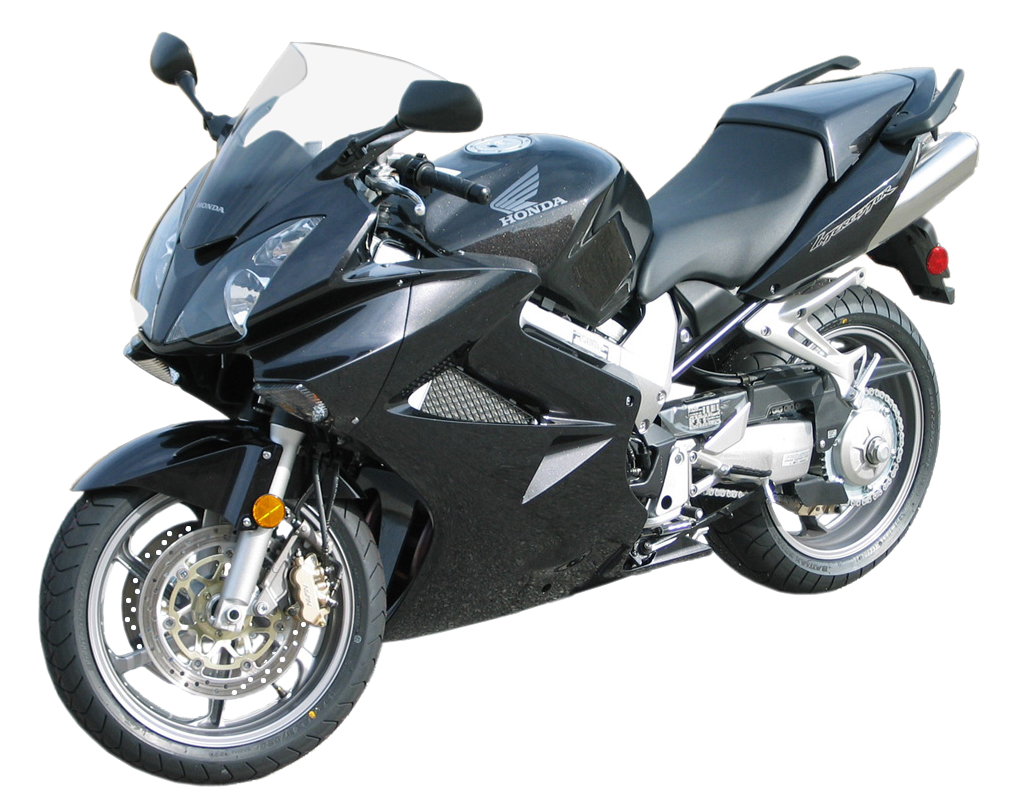
Honda VFR 800 V4 VTEC RC 46/II von 2006 – US-Modell